# فرانك باينز
فرانك باينز (بالإنجليزية: Frank Baines) هو لاعب جمباز فني بريطاني، ولد في 16 يوليو 1995 في ليفربول في المملكة المتحدة.

## وصلات خارجية
- فرانك باينز على موقع الاتحاد الدولي للجمباز (licence) (الإنجليزية)
- فرانك باينز على موقع الاتحاد الدولي للجمباز (biography) (الإنجليزية)
- فرانك باينز على موقع اتحاد ألعاب الكومنولث (مؤرشف) (الإنجليزية)

لا توجد روابط لمواقع التواصل الاجتماعي.